# Михаленко, Иван Егорьевич
Ива́н Его́рьевич Михале́нко (род. 1928) — юный красноармеец в годы Великой Отечественной войны, награжден двумя медалями «За отвагу».

## Биография
Иван Михаленко родился в 1928 году в селе Максимово Холмского района Новгородской области.
В январе 1942 года в его родное село ворвались гитлеровцы и учинили массовую расправу над местным населением. Из пулемётов фашисты расстреляли всех жителей села, погибли мать, бабушка и три сестры Вани.
Сам Иван, получив пулевые ранения, потерял сознание. Ночью, придя в себя, Иван ушел в лес.
Там он встретился с разведчиками из 3-й Ударной армии. С ними он перешел линию фронта.
По просьбе мальчика, его зачислили в армию и он начал служить в отдельной разведроте в одной  из частей 33-й стрелковой дивизии Калининского фронта.
В одном из боев Ваня уничтожил 5 вражеских солдат, за это он был награжден первой медалью «За отвагу».
Свою вторую медаль «За отвагу» Ваня получил за пленение немецкого капитана:

Дело было ночью, зимой 1942 года. Ваня возвращался с задания. Никакого оружия при себе не имел. И представьте, уже почти добрался до своих, всего-то с четверть часа ходу оставалось, когда увидел на дороге фашиста. Заблудился, сразу было понятно. Дороги не знал, шёл пешком — то ли без машины остался, то ли ещё по какой причине. Ваня ведь ещё ребёнок, мог затаиться и переждать — немец прошёл бы мимо и не заметил, темно ведь. Но характер парнишке не позволил. Подобрал с земли две палки, подкрался сзади, ткнул обе в спину врагу и гаркнул: «Вперёд! Руки вверх!..»
И давай голосить на разные лады, будто не один идёт. Так все пятнадцать минут и кричал по-всякому, чтобы фриц не опомнился. Тот и не опомнился — без всяких попыток к сопротивлению пришёл прямо к партизанам. А когда увидел, кто его в плен взял и с каким оружием, говорили, заплакал...— 
.
В 1943 году Иван Михаленко был заброшен в 4-ю партизанскую бригаду, действовавших на территории Новгородской области. Там он и воевал до полного освобождения родного края.
В боях с фашистскими оккупантами Иван Михаленко был награжден 6 государственными наградами.
После войны проживал в Калининградской области.

## Награды
- Две медали «За отвагу»